# Río Mareb
El río Mareb, o río Gash (en árabe: القاش‎), es un importante río estacional del África Oriental, que nace en el centro de Eritrea y tras marcar su curso parte de la frontera entre Eritrea y Etiopía —entre el punto en el que recibe al Mai Ambassa hasta la confluencia del Balasa—, acaba desapareciendo en las arenas de las llanuras orientales sudanesas. El río se seca gran parte del año, siendo visible de junio a septiembre, y en temporadas de lluvias excepcionales, puede llegar a alcanzar al Nilo.

## Curso
Según el Resumen Estadístico de Etiopía de 1967/68, el río Mereb tiene una longitud de 440 km. El Ministerio de Recursos Hídricos de Etiopía informa de que su cuenca hidrográfica es de 5700 km², con una escorrentía anual de 260 hm³. Otras fuentes hablan de una cuenca de entre 21 000 y 44 000 km² en total, y de una descarga de 21,6 m³/sde media a lo largo del año, y de 870 m³/s en los picos. Su cabecera nace al suroeste de Asmara, en el centro de Eritrea. Fluye hacia el sur, limitando con Etiopía, y luego hacia el oeste a través de Eritrea occidental para llegar a las llanuras sudanesas cerca de Kassala. A diferencia de los ríos Setit o Takazze, que salen de Etiopía y también forman una frontera natural con Eritrea, las aguas del Mareb no suelen llegar al Nilo, sino que se disipan en las arenas de las llanuras orientales sudanesas.
El Mareb está seco durante gran parte del año, pero al igual que el Takazze está sujeto a repentinas inundaciones durante la temporada de lluvias; sólo la orilla izquierda del curso superior del Mareb está en territorio etíope. Sus principales afluentes son el río Obel en la orilla derecha (en Eritrea) y los ríos Sarana, Balasa, Mai Shawesh y 'Engweya en la izquierda (en Etiopía).

## Historia
El Mareb era importante históricamente como límite entre dos regiones gobernadas por separado en la zona: la tierra del Bahr negash (tigriña "reino del mar", también conocido como Medri Bahri o "tierra de/junto al mar") al norte del río, y el Tigray al sur. Los territorios bajo el Bahr negash se extendían hasta la costa del mar Rojo, al norte, y hasta Shire, al sur (y al oeste), y la capital estaba en Debarwa, en la actual Eritrea, a unas 20 millas (30 km) al sur de Asmara.

## Fauna silvestre
La llanura aluvial de Eritrea del río fue el lugar de un avistamiento en 2001 de una considerable manada de elefantes, el primer avistamiento de este tipo en Eritrea desde 1955.